# Vliegveld B.85 Schijndel
Vliegveld B.85 Schijndel is een voormalig vliegveld uit de Tweede Wereldoorlog nabij de Nederlandse plaats Schijndel.

## Aanleg
In de tweede helft van 1944 deed de 2nd Tactical Air Force (2nd TAF) mee aan het geallieerde bevrijdingsoffensief. Deze eenheid had dringend behoefte aan vliegvelden die zo dicht mogelijk bij de frontlinie lagen.
De genie verkende de gronden van de Vlagheide tussen Schijndel en Eerde. Daarop besloten de geallieerden rond november 1944 een vliegveld aan te leggen. Het terrein veranderde bij zware regenval in een modderpoel. Toch legden 500 geallieerde militairen samen met Nederlandse arbeiders het vliegveld aan. Dat moest op 15 januari klaar zijn, want er moest een complete wing met 4 squadrons op komen.
Het vliegveld kreeg één start- en landingsbaan die verhard was met geperforeerd staalplaat (PSP). De afmetingen van de baan waren ongeveer 1500m x 40m.

## Vertraging
Maar de oplevering liep vertraging op. De eerste Spitfires arriveerden pas op 6 februari. Twee dagen later begon operatie Veritable. Hierbij trokken Britse en Canadese troepen het Rijnland binnen. De toestellen van 2nd TAF gaven luchtsteun en blokkeerden bovendien de toevoerwegen naar het front.
Vliegveld Schijndel was nog niet klaar. Toch werden niet 1 maar 2 Spitfire-wings op het veld geplaatst. Dit waren de 145 Free French Wing en de 132 Norwegian Wing met in totaal 9 squadrons, waaronder het Nederlandse 322 Squadron.
Deze squadrons leverden een bijdrage aan de strijd in het Rijnland. De eenheden van Schijndel deden in februari 1945 ook mee aan Operatie Clarion. Duizenden geallieerde vliegtuigen voerden hierbij aanvallen uit op spoorwegstations, opslagplaatsen en wegen in een groot deel van Duitsland.

## Operaties Plunder en Varsity
Een maand later gaven de squadrons luchtsteun tijdens de gecombineerde operaties Plunder en Varsity. Hier was het doel om een bruggenhoofd te vestigen ten oosten van de Rijn. B.85 kwam steeds verder van de frontlijn te liggen. Dit kwam door de voorspoedige opmars van de Canadezen in Nederland en Duitsland. Daarom werd het vliegveld eind april 1945 gesloten.
Na de oorlog kregen de voormalige eigenaren het terrein terug.